# Javier de Dios
Javier de Dios López (Madrid, 1966) es un dramaturgo, profesor y director teatral español.

## Formación y oficio
Autor teatral, docente, director y gestor cultural. Licenciado en filología por la Universidad Autónoma de Madrid, ha ejercido como docente de Lengua, Literatura y Artes Escénicas en centros públicos de Madrid de 1990 hasta la actualidad, y en concreto de 2012 a 2018 imparte Bachillerato de Artes Escénicas en el IES Antonio Machado de Alcalá de Henares; profesor de Dramaturgia y Escritura dramática en el Aula de Teatro y la Escuela de Escritura de la Universidad de Alcalá entre 1998 y 2010; de 2014 a 2016 fue coordinador académico y profesor del Máster en Escritura Dramática de la asociación Autores y Autoras de Teatro (AAT) y la Universidad de Alcalá. 
Como director en 1996 fundó la compañía La Barca Teatro. Es académico de la Academia de las Artes Escénicas de España. 
Como gestor, de 2014 a abril de 2018 ocupa el cargo de secretario general de la Asociación de Autoras y Autores de Teatro. En 2018  asume, en el Instituto Nacional de las Artes Escénicas y de la Música (INAEM) del Ministerio de Cultura y Deporte, la dirección del Centro de Documentación Teatral; y pone en marcha la creación del Centro de Documentación de las Artes Escénicas y de la Música (CDAEM) del INAEM, que dirigió de 2019 a 2022. En 2022-2023 desempeña el cargo de subdirector general de teatro del INAEM.

## Obras como autor
- La buena gente, 2024. Ganadora del VIII Torneo de Dramaturgia del Teatro Español y La Zona Teatro.
- Una canción italiana, 2021. Traducida al italiano (trad. Martina Vanucci). Premio Leopoldo Alas Mínguez (LAM) 2021, otorgado por Fundación SGAE y Asociación Cultural Visible.
- Trilogía de la emprendedora (La emprendedora / Sofá / Ventanas), 2019
- Iván, Ed. Antígona, 2017. Traducida al rumano (trad. Luminita Voina-Raut)
- Pollo para China, 2016
- La dogaresa (versión), 2015
- La marchenera (versión), 2015
- Último tren, 2014. Premio Rafael Guerrero de Teatro Mínimo.
- Liberación, Ed. AAT, 2014
- Un buen partido, 2013
- Praga, Ed. Antígona, 2013. Traducida al inglés (trad. Iride Lamartina Lens), al croata (trad. Ivana Krpan), al italiano (trad. Ilaria Ramaghini)y al griego (trad. María Chatzemmanouil).
- Indefensos, 2011.
- Quince, 2011. Ed. AAT, 2011. Traducida al inglés (trad. Iride Lamartina Lens)
- En espera, 2011. Premio Internacional de Monólogo Garzón Céspedes.
- El tiempo en la frente, 2009
- Habilidades sociales, 2007
- Comida para peces, Ed. Hiru, 2004. Traducida al euskera (trad. Harkaitz Cano). Premio Euskadi de Literatura en castellano 2006.
- Todo va bien, 1996

## Premios y galardones
Como autor, ha recibido el Premio Euskadi en 2006 de Literatura en Castellano por su pieza Comida para peces; el Premio Internacional de Monólogo Hiperbreve "Garzón Céspedes" por En espera; el XVI Premio de Teatro Mínimo Rafael Guerrero por El último tren; el XV premio Leopoldo Alas Mínguez de la Fundación SGAE y Asociación Visible por su obra Una canción Italiana en 2021. Y en 2024 ha sido ganador del VIII Torneo de Dramaturgia del Teatro Español y La Zona Teatro con la obra La buena gente.